# چال سیل
چال سیل، روستایی از توابع بخش مرکزی میربگ شمالی شهرستان دلفان در استان لرستان ایران است.
این روستا در کوهپایه کوه بزکن ودر کنار جنگل های بلوط قرار دارد.

## جمعیت
این روستا در دهستان نورآباد قرار دارد و براساس سرشماری مرکز آمار ایران در سال ۱۳۸۵، جمعیت آن ۸۴ نفر (۱۴خانوار) بوده‌است.